# Haris Silajdžić
Haris Silajdžić, né le 1er octobre 1945 à Breza, est un homme d'État de Bosnie-Herzégovine, membre de la présidence collégiale de ce pays de 2006 à 2010.

## Biographie
De 1990 à 1993, il est ministre des Affaires étrangères de la Bosnie-Herzégovine, avant d'occuper le poste de président du Conseil des ministres de 1993 à 1996 et de 1997 à 2000.
Le 1er octobre 2006, il est élu membre de la présidence collégiale représentant de la communauté bosniaque succédant à Sulejman Tihić à compter du 6 novembre suivant pour 4 ans. Il est président du Conseil présidentiel du 6 mars au 6 novembre 2008 et de nouveau du 6 mars au 10 novembre 2010. Le 3 octobre 2010, lors du renouvellement des membres de ce conseil, il est devancé par Bakir Izetbegović et quitte la présidence collégiale le 10 novembre suivant.